# Paraliochthonius puertoricensis
Espèce
Paraliochthonius puertoricensis est une espèce de pseudoscorpions de la famille des Chthoniidae.

## Distribution
Cette espèce est endémique de Porto Rico. Elle se rencontre sur Ramosito Key.

## Description
Le mâle holotype mesure 1,83 mm et la femelle paratype 1,90 mm.

## Étymologie
Son nom d'espèce, composé de puertoric[o] et du suffixe latin -ensis, « qui vit dans, qui habite », lui a été donné en référence au lieu de sa découverte, Porto Rico.

## Publication originale
- Muchmore, 1967 : Two new species of pseudoscorpion, genus Paraliochthonius. Entomological News, vol. 78, p. 155-162.